# Gunnar Olsson (musiker)
För andra betydelser, se Gunnar Olsson.
Gunnar Olsson, född Gunnar Albert Olsson 8 mars 1914 i Limhamn, död 30 oktober 1973  i Johanneshov i Stockholm, var en svensk kompositör, sångtextförfattare och musiker.

## Fotnoter
1. 1 2  Discogs, Discogs artist-ID: 1347269, läst: 9 oktober 2017.[källa från Wikidata]